# Hans-Ulrich Nonnenmann
Hans-Ulrich Nonnenmann (* 22. Juni 1958 in Weinstadt) ist Kirchenmusikdirektor und Landesposaunenwart in der Evangelischen Landeskirche Württemberg sowie Publizist vielfältiger Notenausgaben.

## Werdegang
Nonnenmann studierte Schulmusik (Lehramt an Gymnasien) und Musikerziehung (Hauptfach Posaune) an den Musikhochschulen Stuttgart und Mannheim. Von 1987 bis 1999 war er Landesposaunenwart in Bayern mit Sitz in Nürnberg, seit 2000 ist er in derselben Funktion im Evangelischen Jugendwerk der Württembergischen Landeskirche tätig. Ihm wurde dazu der Titel eines Kirchenmusikdirektors verliehen.

## Werk und Arbeit
Alle zwei Jahre dirigiert er das größte Musikensemble der Welt, den Württembergischen Landesposaunentag in Ulm mit bis zu 9.000 gleichzeitig musizierenden Blechbläserinnen und Blechbläsern. Im Schwäbischen Posaunendienst, einem Auswahlchor des Evangelischen Jugendwerks in Württemberg in der Region Stuttgart, konzertiert er vorwiegend in Süddeutschland, gleichzeitig tritt er als Herausgeber von Notenausgaben für Posaunenchöre auf. Sowohl seine Neuinstrumentationen barocker und klassischer Musikwerke als auch neue Kompositionen finden weltweit große Beachtung. Als Produzent von Tonträgern tritt er ebenfalls regelmäßig an die Öffentlichkeit.
Nonnenmann nimmt einen Lehrauftrag an der Evangelischen Hochschule für Kirchenmusik in Tübingen wahr.
Außerdem leitet Nonnenmann den Landesjugendposaunenchor, der seit 2011 besteht.

## Notenausgaben (Auswahl)
Hans-Ulrich Nonnenmann ab unter anderem diese Noten heraus:
- Bläserheft 1990 – Alte und neue Bläsermusik, Nürnberg 1989
- Bläserheft '94 – Alte und neue Bläsermusik, Nürnberg 1993
- Bläserheft '98 – Alte und neue Bläsermusik, Nürnberg 1997 – Kommentar: Darin enthalten sind Transkriptionen des „Wohltemperierten Klaviers“ von Johann Sebastian Bach und Konzerte von Antonio Vivaldi, arrangiert von Nonnenmann
- Württembergisches Bläserheft 2001, Stuttgart 2001, ISBN 3-932595-37-8 – Kommentar: enthält unter anderem Teile der Bachkantate BWV 100 in einer fünfstimmigen Transkription des Herausgebers und für Posaunenchor eingerichtete Werke von Giovanni Gabrieli.
- „Jauchzen dir Ehre. Bläsermusik zur Advents- und Weihnachtszeit“, Stuttgart 2003, ISBN 3-932595-55-6
- „Jauchzen dir Ehre 2. Bläsermusik zur Advents- und Weihnachtszeit“, Stuttgart 2010, ISBN 3-86687-054-X
- „Bläsermusik 2005“, Stuttgart 2005, ISBN 3-932595-67-X – Kommentar: enthält unter anderem Teile der Bachkantate BWV 129 in einer eindrücklichen sechsstimmigen Transkription des Herausgebers.
- „Bläsermusik 2009“, Stuttgart 2009, ISBN 3-86687-026-4
- „Bläsermusik 2013“, Stuttgart 2012, ISBN 3-86687-073-6
- „Bläsermusik 2017“, Stuttgart 2017, ISBN 3-86687-183-X
- "Bläsermusik 2021", Stuttgart 2021, ISBN 3-866872-92-5
- Ulmer Sonderdruck 22 – „Auf Gott ist Verlass“, Stuttgart 2004, ISBN 3-932595-58-0
- Ulmer Sonderdruck 23 – „Gott hält“, Stuttgart 2006, ISBN 3-932595-83-1
- Ulmer Sonderdruck 24 – „Ihr sollt leben“, Stuttgart 2008, ISBN 3-86687-009-4
- Ulmer Sonderdruck 25 – „Euer Herz erschrecke nicht“, Stuttgart 2010, ISBN 3-86687-041-8
- Ulmer Sonderdruck 26 – „Gottes Kraft in mir“, Stuttgart 2011, ISBN 3-86687-062-0
- Ulmer Sonderdruck 27 – „Zum Glück ist Gott nah“, Stuttgart 2014, ISBN 3-86687-096-5
- Ulmer Sonderdruck 28 – „Ich will dich trösten“, Stuttgart 2016, ISBN 3-86687-156-2
- Ulmer Sonderdruck 29 – „Erfrischend lebendig“, Stuttgart 2018, ISBN 3-86687-209-7
- Ulmer Sonderdruck 30 – "Vertrauenssache Glaube", Stuttgart 2020, ISBN 3-866872-48-8
- Ulmer Sonderdruck 31 – "gesehen – geliebt – gesandt", Stuttgart 2023, ISBN 3-866873-35-2

## Diskographie
- Hans-Ulrich Nonnenmann (Dirigent): Himmelsflöte von Bach-Streichquartett mit Thomas Haug, Matthias Beck, Hans-Martin Sauter und Johannes Stürmer von Kreuz 1995
- Hans-Ulrich Nonnenmann (Dirigent): 38. Landesposaunentag Ulm 2000 von Schwäbischer Posaunendienst, Posaunenchor Langenau, und Bläserteam des Ejw (Audio-CD)
- Bläsermusik 2001 mit dem Schwäbischen Posaunendienst, Leitung: Hans-Ulrich Nonnenmann, Stuttgart 2001 ("MP" – Markus Püngel Music Production und ejw) – Kommentar: es sind Blechbläserversionen eingespielt mit Werken von Giovanni Gabrieli, Arcangelo Corelli, Felix Mendelssohn Bartholdy und Johann Christian Bach
- Hans-Jürgen Hufeisen: Uriel-Engel des Lichts (Hans-Ulrich Nonnenmann ist beteiligt) 2002
- Confidentia – Bläser musizieren beim 40. Landesposaunentag (Aufnahme von 2004, CD SACD 9155) – Kommentar: 4.000 Bläserinnen und Bläser musizieren im Ulmer Münster, 8.500 vor dem Ulmer Münster unter Leitung von Hans-Ulrich Nonnenmann Musik von Georg Friedrich Händel, Johann Sebastian Bach und Joseph Haydn, zuletzt läuten zu diesem Spiel die Münsterglocken.
- Bläsermusik 2005 mit dem Schwäbischen Posaunendienst, Leitung: Hans-Ulrich Nonnenmann, Stuttgart 2005, ISBN 3-932595-73-4
- Bläsermusik 2021 mit dem Schwäbischen Posaunendienst, Leitung: Hans-Ulrich Nonnenmann, Stuttgart 2021